# Neolitsea mollissima
Espèce
Synonymes
- Tetradenia mollissima Gamble[1] (basionyme)

Statut de conservation UICN

 VU B1ab(i,ii,iii)+2ab(i,ii,iii) : Vulnérable
Neolitsea mollissima est une espèce de plantes à fleurs du genre Neolitsea de la famille des Lauraceae.